# Mystery Writers of America
Mystery Writers of America – organizacja zrzeszająca amerykańskich pisarzy powieści kryminalnych, która została ufundowana w 1945 przez Claytona Rawsona, Anthony’ego Bouchera, Lawrence’a Treata oraz Bretta Hallidaya.
Organizacja przyznaje corocznie Nagrodę im. Edgara Allana Poego – statuetkę z popiersiem Edgara Allana Poego, a jej siedziba znajduje się w Nowym Jorku.

## Grand Master Award
Grand Master Award jest najważniejszą nagrodą przyznawaną przez organizację Mystery Writers of America, za całokształt twórczości pisarskiej.
| Rok  | Zwycięzca            | Rok  | Zwycięzca               | Rok  | Zwycięzca          | Rok  | Zwycięzca         |
| ---- | -------------------- | ---- | ----------------------- | ---- | ------------------ | ---- | ----------------- |
| 1955 | Agatha Christie      | 1978 | Daphne du Maurier       | 1994 | Lawrence Block     | 2011 | Sara Paretsky     |
| 1958 | Vincent Starrett     | 1978 | Dorothy B. Hughes       | 1995 | Mickey Spillane    | 2012 | Martha Grimes     |
| 1959 | Rex Stout            | 1978 | Ngaio Marsh             | 1996 | Dick Francis       | 2013 | Ken Follett       |
| 1961 | Ellery Queen         | 1979 | Aaron Marc Stein        | 1997 | Ruth Rendell       | 2013 | Margaret Maron    |
| 1962 | Erle Stanley Gardner | 1980 | W.R. Burnett            | 1998 | Barbara Mertz      | 2014 | Carolyn Hart      |
| 1963 | John Dickson Carr    | 1981 | Stanley Ellin           | 1999 | P.D. James         | 2014 | Robert Crais      |
| 1964 | George Harmon Coxe   | 1982 | Julian Symons           | 2000 | Mary Higgins Clark | 2015 | Lois Duncan       |
| 1966 | Georges Simenon      | 1983 | Margaret Millar         | 2001 | Edward D. Hoch     | 2015 | James Ellroy      |
| 1967 | Baynard Kendrick     | 1984 | John le Carré           | 2002 | Robert B. Parker   | 2016 | Walter Mosley     |
| 1969 | John Creasey         | 1985 | Dorothy Salisbury Davis | 2003 | Ira Levin          | 2017 | Max Allan Collins |
| 1970 | James M. Cain        | 1986 | Ed McBain               | 2004 | Joseph Wambaugh    | 2017 | Ellen Hart        |
| 1971 | Mignon G. Eberhart   | 1987 | Michael Gilbert         | 2005 | Marcia Muller      |      |                   |
| 1972 | John D. MacDonald    | 1988 | Phyllis A. Whitney      | 2006 | Stuart Kaminsky    |      |                   |
| 1973 | Judson Philips       | 1989 | Hillary Waugh           | 2007 | Stephen King       |      |                   |
| 1973 | Alfred Hitchcock     | 1990 | Helen McCloy            | 2008 | Bill Pronzini      |      |                   |
| 1974 | Ross Macdonald       | 1991 | Tony Hillerman          | 2009 | James Lee Burke    |      |                   |
| 1975 | Eric Ambler          | 1992 | Elmore Leonard          | 2009 | Sue Grafton        |      |                   |
| 1976 | Graham Greene        | 1993 | Donald E. Westlake      | 2010 | Dorothy Gilman     |      |                   |